# Chilotilapia rhoadesii
Chilotilapia rhoadesii es una especie de peces de la familia Cichlidae en el orden Perciformes. Es la única especie del género.

## Morfología
Los machos pueden llegar alcanzar los 22,5 cm de longitud total.

## Alimentación
Come principalmente caracoles (géneros Melanoides y Lanistes preferentemente).

## Hábitat
Vive en zonas de clima tropical

## Distribución geográfica
Se encuentran en África: es una especie  endémica del sur del lago Malawi.